# Jendouba
Jendouba  (în arabă جندوبة ) este un oraș  în  Tunisia. Este reședinta  guvernoratului Jendouba.